# Noguera de Vallferrera
El Noguera de Vallferrera es un río pirenaico, situado al noroeste de la comarca catalana del Pallars Sobirá, muy cerca de la frontera occidental con Andorra. Se une al Noguera de Cardós por la izquierda, que a su vez desagua en el río Noguera Pallaresa. Su cuenca está formada por el valle Ferrera, que le da nombre, y que comprende un desnivel de 2.318 metros (desde los 3.143 de la Pica d'Estats hasta los 825 metros de su unión con el Noguera de Cardós). Su principal afluente es el Noguera de Tor, que se le une por la izquierda, muy cerca de Alins.
Globalmente pertenece a la cuenca del Ebro. En su orilla se encuentran poblaciones como Areu, Alins, Ainet de Besan y Araós.
En la Enciclopedia Espasa (1917) se cita este río bajo el epígrafe de "Alins".